# Ludwig König (Politiker)
Ludwig König (* 20. November 1901 in München; † 25. Januar 1970 ebenda) war ein deutscher Gärtnermeister. Er war in den 1950er und 1960er Jahren Präsident des Bayerischen Gärtnerei-Verbandes und gehörte von 1954 bis zu seinem Tod dem Bayerischen Senat an.
König absolvierte nach der Volksschule und dem Besuch der Sabelschen Handelsschule im elterlichen Betrieb eine Gärtnerlehre. Zwischen 1921 und 1925 hielt er sich in Frankfurt am Main, Berlin und Hamburg zur Weiterbildung auf. 1936 übernahm er die Gärtnerei seiner Eltern und legte 1940 seine Meisterprüfung ab.
Ab 1928 begann König, sich im Bayerischen Gärtnerei-Verband ehrenamtlich zu engagieren. 1952 wurde er zum Ersten Vorsitzenden des Verbandes gewählt und hielt dieses Amt bis zu seinem Tod inne. In dieser Funktion wurde er am 1. Januar 1954 als Vertreter der Gruppe Land- und Forstwirtschaft in den Bayerischen Senat gewählt, dem er ebenfalls bis zu seinem Tod angehörte. Hier war er von 1954 bis 1970 Mitglied des Bauausschusses, von 1959 bis 1962 Mitglied des Sonderausschusses Wassergesetz und von 1962 bis 1970 Mitglied des Rechts- und Verfassungsausschusses. 
Für seine gesellschaftlichen Verdienste wurde König 1963 mit dem Bayerischen Verdienstorden ausgezeichnet.
| Personendaten    | Personendaten                                    |
| ---------------- | ------------------------------------------------ |
| NAME             | König, Ludwig                                    |
| KURZBESCHREIBUNG | deutscher Gärtnermeister und Bayerischer Senator |
| GEBURTSDATUM     | 20. November 1901                                |
| GEBURTSORT       | München                                          |
| STERBEDATUM      | 25. Januar 1970                                  |
| STERBEORT        | München                                          |